# Дронов Богдан Миколайович
Богда́н Микола́йович Дро́нов (нар. 14 квітня 1994) — український військовослужбовець, підполковник Збройних сил України, викладач Національного університету оборони України, учасник російсько-української війни, який відзначився під час відбиття російського вторгнення в Україну. Герой України (3 травня 2022). Перший із випускників Львівського державного ліцею з посиленою військово-фізичною підготовкою імені Героїв Крут, удостоєний звання Героя.

## Життєпис
Богдан Дронов народився 14 квітня 1994 року в селі Верба Дубенського району на Рівненщині. 
Ще школярем обрав професію захисника Батьківщини, 2011 року закінчив Львівський державний ліцей з посиленою військово-фізичною підготовкою імені Героїв Крут. Потому навчався у Національній академії сухопутних військ імені гетьмана Петра Сагайдачного, яку закінчив достроково в лютому 2015 року, здобувши спеціальність офіцера піхоти. 
Молодий офіцер прийняв під командування механізований взвод 17-ї танкової Криворізької бригади імені Костянтина Пестушка. Невдовзі у складі підрозділу був переведений до 54-ї механізованої бригади імені гетьмана Івана Мазепи, вже у жовтні того ж 2015-го у 21-річному віці очолив роту. 2016 року був переведений до 10-ї гірсько-штурмової бригади, у лавах якої 2018 року призначений заступником командира окремого батальйону. Неодноразово виконував бойові завдання у районі Антитерористичної операції та операції Об'єднаних сил — брав участь у боях під Попасною, на Світлодарській дузі, в Авдіївці, Новотошківці, Широкиному, Зайцевому, Світличному. 
2020 року закінчив курси підвищення кваліфікації при Національному університеті оборони України імені Івана Черняховського.
У грудні 2021 року капітан Богдан Дронов обійняв посаду командира 17-го окремого мотопіхотного батальйону 57-ї окремої мотопіхотної бригади імені кошового отамана Костя Гордієнка. Згодом отримав військове звання майора на передовій у ході боїв під час повномасштабного російського вторгнення в Україну, де військові завзято утримували рубежі оборони на Луганщині.
З початком повномасштабного вторгнення РФ на територію України він з особовим складом батальйону відповідально тримав визначені рубежі, зупиняв прориви противника й не давав йому змоги прорвати оборону, завдавав контрударів. Завдяки рішучим і сміливим діям командира батальйону знищено до 30 осіб живої сили противника, захоплено зброю та боєприпаси.
Під час бойових дій у квітні 2022 року дістав тяжку травму. Після тривалого лікування та реабілітації — викладач кафедри Сухопутних військ Національного університету оборони України.

## Військові звання
- підполковник
- майор (2022)
- капітан
- старший лейтенант
- лейтенант (2015)
- солдат (на посаді курсанта, 2011)

## Нагороди
- звання «Герой України» з врученням ордена «Золота Зірка» (3 травня 2022) — за особисту мужність, виявлену у захисті державного суверенітету та територіальної цілісності України, самовіддане служіння Українському народу[3][4].
- Також заохочений відомчими відзнаками Міністерства оборони України, серед яких, зокрема — нагрудний знак «Знак пошани» та «Вогнепальна зброя».